# Nils Töhlberg
Nils Töhlberg, född 28 november 1705 i Själevads socken, död 2 april 1782 Vasa, var en svensk handelsman
Nils Töhlberg var son till bonden och nämndemannen Mickel Persson och Katarina Nilsdotter. Töhlberg flyttade 1722 med sina föräldrar till Finland, där fadern i Tölby, Mustasaari socken, övertog ett kronohemman. 1723 fick han anställning hos en av Vasas största affärsmän, hos vilken han stannade i sex år och gjorde tjänst både till lands och till sjöss. Under denna tid fick han erfarenhet inom affärsverksamhet. 1730 köpte han en gård i Vasa och 1731 erhöll han burskap som handelsman. 1735 inköpte han ytterligare en gård och utökade sin affärsverksamhet till att bli stadens största. Töhlberg blev 1737 rådman. Vid samma tid börjar han omtalas som ägare till fartyg. Hans verksamhet hämmades dock av det bottniska handelstvånget, som förbjöd Vasas handelsmän att med landsdelens produkter segla förbi Stockholm. Som riksdagsman 1760–1762 och 1765–1766 fick Töhlberg tillfälle att arbeta för handelstvångets upphävande. Detta lyckades men blev dyrt. Motståndarna till stapelfriheten offrade stora penningsummor för att värva röster för tvångets behållande, så riksdagsmännen från Österbotten var tvungna att göra detsamma. Töhlberg utbetalade 1761 inte mindre än 38.000 daler kopparmynt i det syftet. Efter handelstvångets avskaffande bedrev Töhlberg export- och importhandel på utländska hamnar. Ett av hans fartyg hemförde 1776 bland annat Vasa stads första tryckeri. 1776 överlät han sin verksamhet på sin dotterdotters man, Abraham Wasastjerna.